# Keelpijn
Keelpijn is een pijnlijk gevoel in de keel. Keelpijn manifesteert zich vaak bij het slikken en kenmerkt zich door een aanhoudend droog, "rauw" en pijnlijk gevoel in de keel.
In veel gevallen wordt keelpijn veroorzaakt door een verkeerd stemgebruik (bijvoorbeeld overdadig schreeuwen of verkeerd zingen), een infectie zoals keelontsteking of tonsillitis of een plaatselijke beschadiging van de keelholte of keelwand. Er zijn echter ook andere mogelijke oorzaken van keelpijn. 
Indien de oorzaak van keelpijn onschuldig is, zoals een normale griep, verkoudheid of verkeerd gebruik van de stem, kan de pijn meestal worden verzacht door de keel te bevochtigen (te drinken) of door op iets te zuigen, bijvoorbeeld op een dropje of snoepje. Ook pijnstillers bieden vaak (tijdelijke) verlichting. Indien de pijn zeer heftig is, lang aanhoudt en/of als onduidelijk blijft wat de oorzaak is, wordt aangeraden een arts te consulteren.